# ميشيل غراتون
ميشيل غراتون هو صحفي كندي، ولد في 30 ديسمبر 1952، وتوفي في 13 يناير 2011.